# Hütten (Schleswig)
Hütten (dänisch: Hytten) ist eine Gemeinde im Kreis Rendsburg-Eckernförde in Schleswig-Holstein. Die Gemeinde ist Teil des Naturparks Hüttener Berge.

## Geografie

### Geografische Lage
Das Gebiet der Gemeinde Hütten erstreckt sich im Bereich der zum Schleswig-Holsteinischen Hügelland zählenden Landschaft des Naturraums Schwansen, Dänischer Wohld (und Amt Hütten) (Haupteinheit Nr. 701) an der Großen Hüttener Au (auch Noelsbek), die weiter nördlich im Gemeindegebiet von Fleckeby in den Meeresarm Schlei der Ostsee mündet.

### Ortsteile
Neben der namenstiftenden Ortschaft, sowie der gleichsam benannten Forsthaussiedlung, liegen auch die Hofsiedlungen Hafeld, Hüttenland, Krummland und Strepel als weitere Wohnplätze im Gemeindegebiet.

### Nachbargemeinden
Das Gemeindegebiet von Hütten ist unmittelbar umschlossen von jenen der Gemeinden:
|           | Hummelfeld                                  | Osterby |
|           | Kompassrose, die auf Nachbargemeinden zeigt |         |
| Ascheffel | Damendorf                                   |         |

## Geschichte

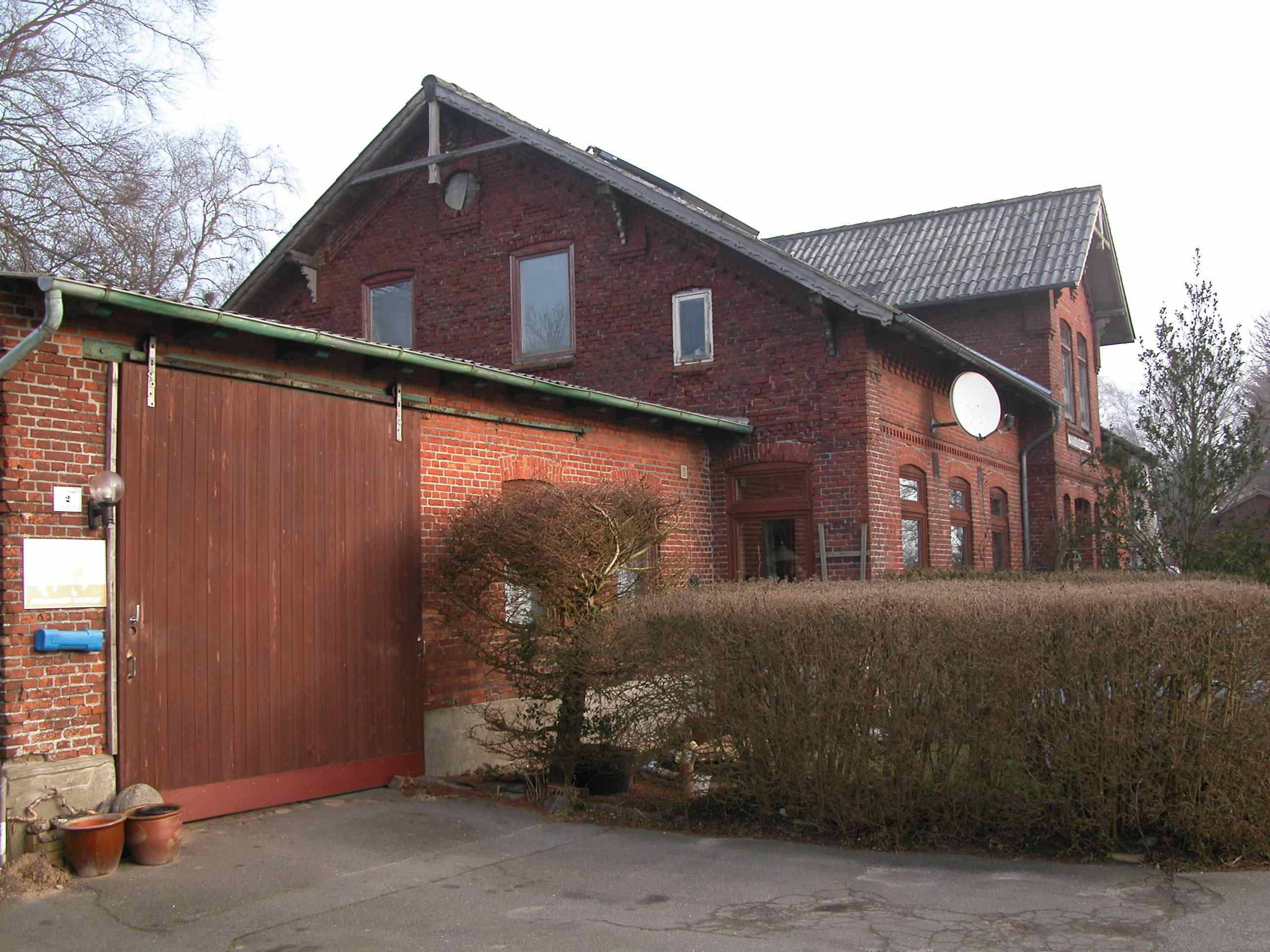
Ehemaliges Bahnhofsgebäude Hütten-Damendorf

Die Kirche von Hütten fand erstmals Im Jahr 1319 urkundliche Erwähnung.
Um das Jahr 1520 erwarb Friedrich I. – Herzog des Herzogtums Schleswig und des Herzogtums Holstein – das nahegelegene Rittergut und machte es zu einem Vorwerk von Schloss Gottorf. An der Kirche ließ der Herzog einen spätgotischen Chor anbauen. Die zuvor einschiffige Kirche wurde zu einem zweischiffigen Bau vergrößert. Das damals entstandene Gewölbe musste 1882 wegen Baufälligkeit abgetragen und durch eine flache Decke ersetzt werden.
Das heutige Dorf entstand 1783 aufgrund der Parzellierung des Guts als Straßendorf.
Der Ort war einst Sitz der Hüttener Harde im Herzogtum Schleswig.
Von 1904 bis 1954 hatte der Ort einen Bahnhof an der Bahnstrecke Eckernförde–Owschlag der Eckernförder Kreisbahnen.

## Politik

### Gemeindevertretung
Bei der Kommunalwahl am 14. Mai 2023 wurden insgesamt neun Sitze vergeben. Diese fielen alle an die Kommunale Wählergemeinschaft Hütten. Die Wahlbeteiligung betrug 68,8 %.

## Sehenswürdigkeiten

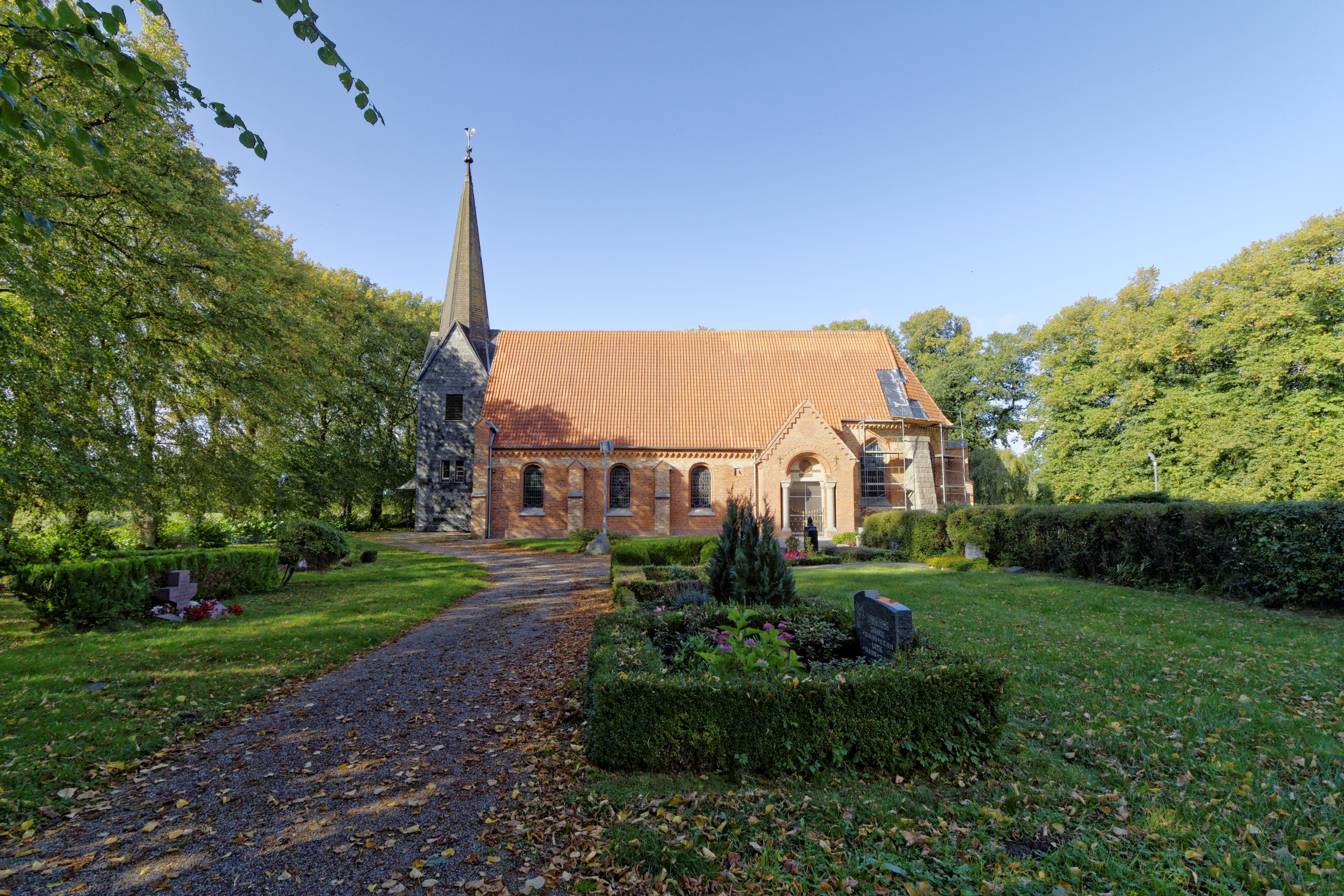
Kirche in Hütten

Die Kirche in Hütten ist Eintrag in der Liste der Kulturdenkmale in Hütten (Schleswig). Das Kirchenschiff aus Backstein ist noch als Kern des heutigen Baus zu erkennen.

## Wirtschaft und Verkehr
Die Wirtschaft im Gemeindegebiet ist überwiegend von der land- und forstwirtschaftlichen Urproduktion geprägt.
Im Nordwesten des Gemeindegebietes befindet sich im Gehege Krummland ein großes Teilgebiet des NATURA 2000-Schutzgebietes FFH-Gebiet Wälder der Hüttener Berge.
Die Gemeinde wird von der schleswig-holsteinischen Landesstraße 265 für den Individualverkehr erschlossen. Diese führt unmittelbar durch die Ortslage des Dorfes und bindet in westlicher Richtung in Owschlag an der Bundesstraße 77 und östlich an der Bundesstraße 203 in Eckernförde an. Im weiter westlich gelegenen Gemeindegebiet von Ramsdorf besteht ein direkter Anschluss an der Bundesautobahn 7 (Anschlussstelle Owschlag (Nr. 7)).

## Persönlichkeiten
- Der Alchimist Johannes Kunckel (1630–1703) wurde in Hütten geboren
- Hieronymus Kamphövener (1757–1824) war Amtsverwalter und Hardesvogt in Hütten
- Hans-Jürgen Voß (1903–1990), in Hütten geborener Tiermediziner und Hochschullehrer